# Easington (Durham)
Pour les articles homonymes, voir Easington.

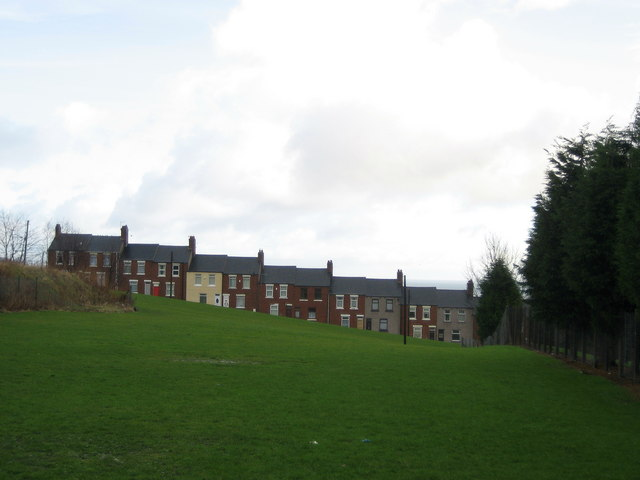
Avon Street, à Easington Colliery.

Easington est une ville du comté de Durham, en Angleterre. Elle est située sur la côte de la mer du Nord, à une quinzaine de kilomètres au nord-est de la ville de Hartlepool. Administrativement, elle se compose de deux paroisses civiles : Easington Village et Easington Colliery. La première correspond au village d'origine, tandis que la seconde est une ancienne ville minière. Au moment du recensement de 2011, elles comptaient respectivement 2 171 et 5 022 habitants.

## Étymologie
Le nom Easington remonte à l'époque anglo-saxonne. Il est construit à partir du nom de personne Ēsa, auquel est suffixé -ing, qui traduit une relation non spécifiée, et tūn, qui signifie « domaine, ferme », soit « domaine associé à un certain Ēsa ». Il est attesté vers 1040 sous la forme Esingtun.

## Dans la culture populaire
Le film Billy Elliot a été principalement tourné à Easington.

## Personnalités liées à la ville
- Steve Harper (1975-), gardien de but de football, y est né ;
- Ernie Simms (1891-1971), joueur de football international, y est né ;
- Bob Taylor (1866-1943), joueur de football, y est né.